# Маргари
Маргари (мкд. Маргари) су насеље у Северној Македонији, у средишњем делу државе. Маргари припадају општини Дољнени.

## Географија
Насеље Маргари је смештено у средишњем делу Северне Македоније. Од најближег већег града, Прилепа, насеље је удаљено 32 km северозападно.
Рељеф: Маргари се налазе у крајње северном делу Пелагоније, највеће висоравни Северне Македоније. Насељски атар је махом равничарски, без већих водотока. Западно од насеља издиже се планина Даутица, док се ка истоку издиже планина Бабуна. Надморска висина насеља је приближно 780 метара.
Клима у насељу је планинска због знатне надморске висине.

## Становништво
По попису становништва из 2002. године, Маргари су имали 27 становника.
Претежно становништво у етнички Македонци (100%).
Већинска вероисповест у насељу је православље.